# John Schweitz
John Elwood Schweitz (Waterloo, 19 aprile 1960) è un ex cestista e allenatore di pallacanestro statunitense, professionista nella NBA.

## Carriera
Venne selezionato dai Boston Celtics al sesto giro del Draft NBA 1982 (138ª scelta assoluta).

## Palmarès

### Giocatore
- Campione CBA (1984)